# Khormālū
Khormālū (persiska: خرمالو) är en ort i Iran.   Den ligger i provinsen Östazarbaijan, i den nordvästra delen av landet, 500 km nordväst om huvudstaden Teheran. Khormālū ligger 1 634 meter över havet och antalet invånare är 714.
Terrängen runt Khormālū är platt åt sydost, men åt nordväst är den kuperad.Runt Khormālū är det ganska glesbefolkat, med 35 invånare per kvadratkilometer. Närmaste större samhälle är Bakhshāyesh, 19,1 km sydost om Khormālū. Trakten runt Khormālū består i huvudsak av gräsmarker.